# دائرة نقاد لندن
دائرة نقاد السينما في لندن (بالإنجليزية: London Film Critics' Circle)‏ هو الاسم الذي يعرف به قسم الأفلام في دائرة النقاد دوليا.
أضيفت كلمة لندن لأنه كان يعتقد أن مصطلح «جوائز دائرة الأفلام النقاد» لم ينقل السياق الكامل لتقاليد الجوائز في الولايات المتحدة، وليتم الاعتراف بالجوائز السنوية على الإعلانات الفيلم وفي ملاحظات الإنتاج.
تأسست دائرة النقاد في عام 1913 وهي جمعية للعمل للنقاد البريطانيين. أصبح النقاد السينمائيون مؤهلين لأول مرة لعضوية الدائرة في عام 1926. ويضم قسم الأفلام الآن أكثر من 120 عضوا.
أعضاء قسم الأفلام في دائرة النقاد يجب عليهم الكتابة وبث ملامح وبرامج تحليلية مستنيرة حول منشورات ووسائط الإعلام البريطانية لمدة عام على الأقل، وكان دخلهم في الغالب مستمدا من مراجعة وكتابة الفيلم.

## جوائز دائرة النقاد
وتشمل فئات لجوائز للدائرة في الماضي والحاضر:
- فيلم السنة (1980 إلى الوقت الحاضر)
- فيلم السنة باللغة الأجنبية (1980 إلى الوقت الحاضر)
- مخرج السنة (1980 إلى الوقت الحاضر)
- كاتب السيناريو للسنة (1980 إلى الوقت الحاضر)
- ممثل السنة
- ممثلة السنة
- الممثل الداعم للسنة
- الممثلة الداعمة للسنة
- الوافد الجديد للسنة
- جائزة أتنبورو لأفضل فيلم بريطاني أو إيرلندي للسنة
- الفيلم البريطاني أو الأيرلندي للسنة (1991 إلى الوقت الحاضر)
- المدير البريطاني أو الايرلندي للسنة
- كاتب السيناريو البريطاني أو الإيرلندي للسنة
- المنتج البريطاني أو الايرلندي للسنة
- الإنجاز الفني البريطاني للسنة
- الممثل البريطاني أو الأيرلندي للسنة
- الممثلة البريطانية أو الأيرلندية للسنة
- جائزة ديليس باول
- الوافد الجديد في بريطانيا (ينقسم الآن إلى اثنين من جوائز التمثيل وصناعة الأفلام)

## وصلات خارجية
- الموقع الرسمي
- جائزة دائرة نقاد لندن للسينما على قاعدة بيانات الأفلام على الإنترنت